# 滇越省藤
滇越省藤（学名：Calamus palustris var. cochinchinensis）为省藤属泽生藤的一个变种或只是异名。